# Armen Martirosyan
Armen Martirosyan (arménien : Արմեն Մարտիրոսյան), né le 6 août 1969 à Gyumri, est un athlète arménien, spécialiste du triple saut.

## Biographie
Il remporte la médaille de bronze lors des Championnats d'Europe en salle de 1996, terminant derrière le Letton Māris Bružiks et le Britannique Francis Agyepong. Il se classe par ailleurs cinquième des Jeux olympiques de 1996 en atteignant la marque de 16,97 m. 
Il détient le record d'Arménie du triple saut avec 17,41 m, établi le 5 juin 1998 à Gyumri.

### Palmarès
| Date | Compétition                    | Lieu      | Résultat | Marque  |
| ---- | ------------------------------ | --------- | -------- | ------- |
| 1995 | Championnats du monde en salle | Barcelone | 9e       |         |
| 1995 | Universiade                    | Fukuoka   | 2e       |         |
| 1996 | Championnats d'Europe en salle | Stockholm | 3e       |         |
| 1996 | Jeux olympiques                | Atlanta   | 5e       | 16,97 m |
| 1997 | Championnats du monde          | Athènes   | 12e      |         |
| 1999 | Championnats du monde en salle | Maebashi  | 6e       | 16,83 m |

### Records
| Épreuve     | Épreuve   | Performance | Lieu   | Date            |
| ----------- | --------- | ----------- | ------ | --------------- |
| Triple saut | Plein air | 17,41 m     | Gyumri | 5 juin 1998     |
| Triple saut | Salle     | 17,21 m     | Erevan | 17 janvier 1999 |